# Хуарес, Карлос Элеодоро
Карлос Элеодоро Хуарес (исп. Carlos Eleodoro Juárez, род. 29 июня 1938) — аргентинский шахматист, национальный мастер.
Чемпион Аргентины 1969 г. (разделил 1—2 места с Рай. Гарсиа и выиграл дополнительный матч со счетом 2½ : ½).
В составе сборной Аргентины участник шахматной олимпиады 1970 г.
Участник зонального турнира 1972 г., панамериканских чемпионатов и крупных международных турниров, проводившихся на территории Южной Америки.

## Спортивные результаты
| Год  | Город          | Соревнование                                    | +  | −  | = | Результат | Место |
| ---- | -------------- | ----------------------------------------------- | -- | -- | - | --------- | ----- |
| 1969 | Буэнос-Айрес   | Чемпионат Аргентины                             |    |    |   |           | 1—2   |
| 1970 | Гавана         | Панамериканский чемпионат                       | 12 | 4  | 1 | 12½ из 17 | 4     |
|      | Зиген          | XIX Олимпиада (сборная Аргентины, 2-й запасной) | 1  | 1  | 1 | 1½ из 3   |       |
| 1971 | Мар-дель-Плата | Международный турнир                            | 0  | 13 | 2 | 1 из 15   | 16    |
| 1972 | Буэнос-Айрес   | Международный турнир                            | 2  | 7  | 2 | 3 из 11   | 10—11 |
|      | Сан-Паулу      | Зональный турнир                                |    |    |   | 10 из 21  | 10—12 |